# Shenzhen (Comic)
Shenzhen ist eine Graphic Novel über einen Aufenthalt in China, geschrieben und gezeichnet vom Kanadier Guy Delisle. Sie erschien erstmals im Jahr 2000 in Frankreich und wurde in mehrere Sprachen übersetzt. 

## Inhalt
Der Zeichner und Animator Guy Delisle erzählt tagebuchartig von seinem Alltag in der chinesischen Stadt und Sonderwirtschaftszone Shenzhen. Für das Zeichentrickstudio Dupuis wurde er im Dezember 1997 für drei Monate dorthin versetzt, um die Arbeit des dort beauftragten Studios an der Serie Papyrus zu koordinieren und kontrollieren. In dieser Zeit wird er mit dem für ihn ungewohnten chinesischen Alltag, den kulturellen Unterschieden und Verständigungsproblemen konfrontiert.

## Veröffentlichungen
Im Jahr 2000 brachte der französische Verlag L’Association den Comic in Frankreich heraus. Im Juni 2006 erschien die deutsche Übersetzung durch Jochen Schmidt bei Reprodukt. Drawn and Quarterly brachte eine englische Übersetzung heraus.

## Rezeption
In den Kritiken der Süddeutschen Zeitung und Neuen Zürcher Zeitung wird der Comic als gelungen bezeichnet, mit Zeichnungen, die auch hässlichen Dingen „eine ganz eigene Schönheit“ geben oder „unbeschwert und selbstironisch“ wirken. Dabei werde aber immer auch die Fremdheit und Einsamkeit deutlich, mit der der Autor in China konfrontiert war. Die Darstellung der fremden Kultur wird mal als unstereotyp, mal als doch vom westlichen Blickwinkel beeinflusst empfunden. Dabei beschränke sich Delisle, so Christian Gasser, auf die Beobachtung und Aufzeichnung und überlasse die Wertung dem Leser.